# خجه دره
خجه دره، روستایی از توابع بخش پره‌سر شهرستان رضوان‌شهر در استان گیلان ایران است.

## جمعیت
این روستا در دهستان ییلاقی ارده قرار دارد و براساس سرشماری مرکز آمار ایران در سال ۱۳۸۵، جمعیت آن ۱۳۸ نفر (۲۷خانوار) بوده‌است. مردم این روستا به زبان تالشی سخن می‌گویند. نام این روستا برگرفته از نوعی میوه است که به تالشی به آن خج می‌گویند که فارسی آن گلابی وحشی است که در جنگل‌های شمال ایران  می‌روید.